# Zambezi
Zambezi (portugalsky Rio Zambeze) je řeka v Africe. Protéká Zambií, Angolou a Mosambikem a tvoří severní hranici Zimbabwe, Namibie a Botswany. Je 2660 km dlouhá. Povodí má rozlohu 1 330 000 km². Je čtvrtou nejdelší africkou řekou. Leží na ní Viktoriiny vodopády. Pozoruhodné je, že na jejím dlouhém toku je postaveno jen pět mostů (z toho jeden pro pěší).

## Průběh toku
Pramení na rozvodní planině s řekou Kongo v Zambii v nadmořské výšce 1500 m (podle jiných zdrojů 1100 m). Na horním toku protéká po rovině Barotse a má nevelký spád (v délce 1200 km klesá průměrně o 0,2 až 1 m/km). Ve vzdálenosti 100 km pod ústím řeky Luanginga se nachází série peřejí a vodopádů, mezi nimiž je nejvýznamnější vodopád Ngonye. Poté opět protéká plochou a silně bažinatou rovinou Sesheke. Ve vzdálenosti 75 km pod ústím řeky Linyanti se nacházejí obrovské Viktoriiny vodopády. Pod nimi byla vybudována přehradní nádrž Kariba (5200 km²). Mezi městy Zumbo a Šikon se dolina řeky rozšiřuje a pod druhým jmenovaným městem se opět spád zvětšuje a nacházejí se zde peřeje Kebrabasa. Na dolním toku teče řeka v 5 až 8 km širokém korytu s výjimkou soutěsky Lupata. Pod ústím řeky Shire vtéká do Mosambické nížiny. Ústí do Mosambického průlivu deltou, která je dlouhá 120 km.

### Přítoky
- zprava – Lungwebungu, Luanginga, Linyanti (na horním toku Cuando), Munyati, Luenha,
  - v některých letech je povodí Zambezi spojené s povodím řeky Okavango (Cubango),
- zleva – Kabompo, Luena, Kafue, Luangwa, Shire (přitékající z jezera Malawi).

## Vodní režim

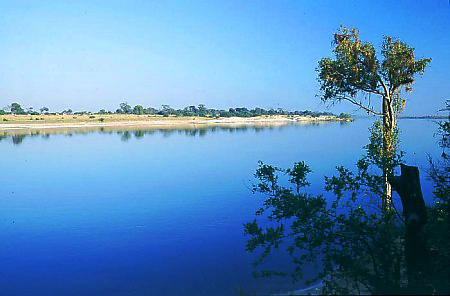
Zambezi v Zambii

Zdroj vody je převážně dešťový. Charakteristický je velký průtok v létě, který mnohdy přetrvává až do podzimu. Vzestup hladiny začíná v prosinci, maximální úrovně řeka dosahuje v březnu a v dubnu a poté hladina klesá. V průběhu roku se průměrný měsíční průtok mění více než desetkrát. Průměrný průtok v ústí činí 16 000 m³/s. Množství unášených pevných částic za rok dosahuje 100 Mt.

## Využití
Vodní doprava je ztížena množstvím peřejí a velkým sezónním kolísáním průtoku. Je možná jen na oddělených izolovaných úsecích převážně na území Zambie. Na jediném splavném rameni delty leží přístav Šinde. Na řece byly vybudovány dvě velké přehradní nádrže Kariba na hranicích Zambie a Zimbabwe a Cahora Bassa v Mosambiku. V celém povodí je rozvinuto rybářství. Na zavlažování se používá jen v menší míře.